# Tournoi de tennis de Guaruja
Le tournoi de Guaruja (Brésil) est un ancien tournoi de tennis masculin du circuit professionnel ATP.
La première édition s'est déroulée en 1981 sur moquette. En 1982, le tournoi change de surface et se déroule sur surface dure.
Il disparait du calendrier quelques années et revient de 1987 à 1992. En 1991 et en 1992, deux éditions ont lieu par an, la première en février et la seconde en octobre. L'édition de février 1992 se déroule à Maceió.

## Palmarès messieurs

### Simple
| No | Date       | Nom et lieu du tournoi     | Catégorie      | Dotation       | Surface         | Vainqueur       | Finaliste          | Score          |                |
| -- | ---------- | -------------------------- | -------------- | -------------- | --------------- | --------------- | ------------------ | -------------- | -------------- |
| 1  | 19-01-1981 | , Guarujá                  |                | 75 000 $       | Moquette (ext.) | Carlos Kirmayr  | Ricardo Cano       | 6-4, 6-2       |                |
| 2  | 18-01-1982 | , Guarujá                  |                | 100 000 $      | Dur (ext.)      | Van Winitsky    | Carlos Kirmayr     | 6-3, 6-3       |                |
| 3  | 24-01-1983 | , Guarujá                  |                | 200 000 $      | Dur (ext.)      | José Luis Clerc | Mats Wilander      | 3-6, 7-5, 6-1  |                |
|    | 1984-1986  | Pas de tournoi             | Pas de tournoi | Pas de tournoi | Pas de tournoi  | Pas de tournoi  | Pas de tournoi     | Pas de tournoi | Pas de tournoi |
| 4  | 26-01-1987 | , Guarujá                  |                | 89 400 $       | Dur (ext.)      | Luiz Mattar     | Cássio Motta       | 6-3, 5-7, 6-2  |                |
| 5  | 25-01-1988 | , Guarujá                  |                | 100 000 $      | Dur (ext.)      | Luiz Mattar     | Eliot Teltscher    | 6-3, 6-3       |                |
| 6  | 06-02-1989 | Chevrolet Classic, Guarujá |                | 100 000 $      | Dur (ext.)      | Luiz Mattar     | Jimmy Brown        | 7-6, 6-4       |                |
| 7  | 05-02-1990 | Chevrolet Classic, Guarujá | World Series   | 125 000 $      | Dur (ext.)      | Martín Jaite    | Luiz Mattar        | 3-6, 6-4, 6-3  |                |
| 8  | 04-02-1991 | Chevrolet Classic, Guarujá | World Series   | 125 000 $      | Dur (ext.)      | Patrick Baur    | Fernando Roese     | 6-2, 6-3       |                |
| 9  | 21-10-1991 | Philips Open, Guarujá      | World Series   | 125 000 $      | Dur (ext.)      | Javier Frana    | Markus Zoecke      | 2-6, 7-61, 6-3 |                |
| 10 | 03-02-1992 | Chevrolet Classic, Maceió  | World Series   | 130 000 $      | Terre (ext.)    | Tomás Carbonell | Christian Miniussi | 7-6, 5-7, 6-2  |                |
| 11 | 26-10-1992 | Almanara Cup, Guarujá      | World Series   | 130 000 $      | Dur (ext.)      | Carsten Arriens | Àlex Corretja      | 7-65, 6-3      |                |

### Double
| No | Date       | Nom et lieu du tournoi     | Catégorie      | Dotation       | Surface         | Vainqueurs                        | Finalistes                     | Score          |                |
| -- | ---------- | -------------------------- | -------------- | -------------- | --------------- | --------------------------------- | ------------------------------ | -------------- | -------------- |
| 1  | 19-01-1981 | , Guarujá                  |                | 75 000 $       | Moquette (ext.) | David Carter Paul Kronk           | Ángel Giménez Jairo Velasco    | 6-1, 7-6       |                |
| 2  | 18-01-1982 | , Guarujá                  |                | 100 000 $      | Dur (ext.)      | Phil Dent Kim Warwick             | Carlos Kirmayr Cássio Motta    | 6-7, 6-2, 6-3  |                |
| 3  | 24-01-1983 | , Guarujá                  |                | 200 000 $      | Dur (ext.)      | Tim Gullikson Tomáš Šmíd          | Shlomo Glickstein Van Winitsky | 5-7, 7-6, 6-3  |                |
|    | 1984-1986  | Pas de tournoi             | Pas de tournoi | Pas de tournoi | Pas de tournoi  | Pas de tournoi                    | Pas de tournoi                 | Pas de tournoi | Pas de tournoi |
| 4  | 26-01-1987 | , Guarujá                  |                | 89 400 $       | Dur (ext.)      | Luiz Mattar Cássio Motta          | Martin Hipp Tore Meinecke      | 7-6, 6-1       |                |
| 5  | 25-01-1988 | , Guarujá                  |                | 100 000 $      | Dur (ext.)      | Ricardo Acuña Luke Jensen         | Javier Frana Diego Pérez       | 6-1, 6-4       |                |
| 6  | 06-02-1989 | Chevrolet Classic, Guarujá |                | 100 000 $      | Dur (ext.)      | Ricardo Acioly Dácio Campos       | Cesar Kist Mauro Menezes       | 7-6, 7-6       |                |
| 7  | 05-02-1990 | Chevrolet Classic, Guarujá | World Series   | 125 000 $      | Dur (ext.)      | Javier Frana Gustavo Luza         | Luiz Mattar Cássio Motta       | 7-6, 7-6       |                |
| 8  | 04-02-1991 | Chevrolet Classic, Guarujá | World Series   | 125 000 $      | Dur (ext.)      | Olivier Delaitre Rodolphe Gilbert | Shelby Cannon Greg Van Emburgh | 6-2, 6-4       |                |
| 9  | 21-10-1991 | Philips Open, Guarujá      | World Series   | 125 000 $      | Dur (ext.)      | Jacco Eltingh Paul Haarhuis       | Bret Garnett Todd Nelson       | 6-3, 7-5       |                |
| 10 | 03-02-1992 | Chevrolet Classic, Maceió  | World Series   | 130 000 $      | Terre (ext.)    | Gabriel Markus John Sobel         | Ricardo Acioly Mauro Menezes   | 6-4, 1-6, 7-5  |                |
| 11 | 26-10-1992 | Almanara Cup, Guarujá      | World Series   | 130 000 $      | Dur (ext.)      | Christer Allgårdh Carl Limberger  | Diego Pérez Francisco Roig     | 6-4, 6-3       |                |